# Condizione della donna nell'era vittoriana
Durante l'era simboleggiata dal regno della regina Vittoria, la vita delle donne divenne sempre più difficile a causa della diffusione dell'ideale sulla "donna angelo", condiviso dalla maggior parte della società. I diritti legali delle donne sposate erano similissime a quelli dei figli: esse non potevano votare, citare qualcuno in giudizio né possedere alcuna proprietà.
Inoltre, le donne erano viste come esseri puri e puliti. A causa di questa visione, i loro corpi erano visti come templi che non dovevano essere adornati con gioielli né essere utilizzati per sforzi fisici o nella pratica sessuale. Il ruolo delle donne si riduceva a procreare ed occuparsi della casa. Non potevano esercitare una professione, a meno che non fosse quella di insegnante o di domestica, né era loro riconosciuto il diritto di avere propri conti correnti o libretti di risparmio. A dispetto della loro condizione di "angeli del focolare", venerate come sante, la loro condizione giuridica era spaventosamente misera.

## Limitazione dei diritti delle donne sposate nell'Ottocento
Legalmente, le donne sposate avevano diritti simili ai propri bambini. La legge considerava una coppia di sposi come una persona sola, incarnata nella persona del coniuge maschile. Il marito era responsabile della moglie ed obbligato a proteggerla; in cambio, la moglie aveva il dovere di obbedienza al marito.
La proprietà personale che la moglie aveva portato con sé al momento del matrimonio, diveniva irrevocabilmente di proprietà del marito ed allo stesso restava anche in caso di divorzio. L'eventuale reddito di una moglie lavoratrice apparteneva completamente a suo marito, e la patria potestà dei figli era affidata al padre. Egli poteva anche, a sua discrezione, proibire ogni tipo di contatto fra la madre ed i suoi figli.
La moglie non poteva stipulare alcun tipo di contratto per conto suo, senza l'approvazione del marito. In compenso, una donna sposata non poteva essere punita per determinati reati, come il furto o la violazione di proprietà, nel caso essa avesse compiuto tali crimini per ordine del marito.

## La donna come Generale della Famiglia
Il termine di "Generale della Famiglia" è stato coniato nel 1861 da Isabella Beeton nella sua opera Il manuale della sig.ra Beeton sull'amministrazione della famiglia. In quest'opera, ella spiega come la responsabile di una famiglia sia paragonabile al comandante di un esercito o al padrone di un'azienda. Il manuale offre consigli su come far funzionare una famiglia rispettabile ed assicurarle felicità, comodità e benessere.
Tra i compiti della donna ci sono l'organizzazione, la delega e l'istruzione della servitù. I pranzi e le cene all'interno della casa devono essere organizzati al meglio per portare prestigio al marito, ed anche per allacciare relazioni con gente di rilievo e consolidare i rapporti economicamente importanti. Allo stesso tempo, la moglie deve assicurarsi di dedicare abbastanza tempo ai suoi bambini o bambine, e deve cercare di migliorare costantemente le sue proprie abilità e conoscenze culturali.
Un altro dovere descritto dalla Beeton è quello di essere "sollievo ai malati", ovvero di prendersi cura dei membri malati della famiglia. Questo compito richiede un buon temperamento, la compassione per coloro che soffrono, l'amore per l'ordine e per la pulizia: tutte qualità che una donna degna del suo nome dovrebbe possedere nel diciannovesimo secolo. La donna vittoriana è obbligata a prendersi cura dei suoi genitori in caso di malattia, anche se questa si prolungasse per mesi o anni, con un sacrificio notevole da parte di lei.
L'opera incita inoltre ad esaltare il legame molto speciale che esiste fra le donne ed i loro fratelli: le sorelle devono curare i fratelli già dalla giovane età, poiché devono imparare per i loro mariti futuri. Occuparsi dei maschi della famiglia aveva il redditizio fine di guadagnare il loro affetto, che avrebbe potuto salvarle nel caso fossero rimaste zitelle o avessero sposato un marito negligente. Inoltre, nell'era vittoriana era molto difficile costruirsi una buona reputazione, mentre era molto facile perderla: in base a ciò, se un membro di una famiglia avesse commesso un'azione orribile, la famiglia intera avrebbe dovuto soffrirne le conseguenze.

## Il corpo della donna come elemento puro
Il corpo della donna era visto come un elemento puro e pulito, tranne quando ella entrava nel periodo mestruale. Per una donna rispettabile non era consigliato portare alcun genere di trucco o altri ornamenti, né indossare vestiti che mostrassero troppa pelle, o persino calze particolari o qualunque altro tipo di indumenti intimi. Alcuni credono che la causa di ciò sia da ricercare nel fatto che il corpo della donna era considerato come proprietà del marito: di conseguenza, le donne non dovevano mostrare i loro corpi ad altri uomini. Tuttavia, queste consuetudini d'abbigliamento valevano in parte anche per gli uomini; è questo uno dei pochi casi in cui la morale vittoriana era ambivalente sia per i maschi che per le femmine. Altre limitazioni di questo genere incitavano a non parlare di argomenti poco "puri" alla presenza di persone di sesso opposto, oppure a servirsi obbligatoriamente delle macchine da bagno. Anche queste restrizioni erano dirette ad entrambi i sessi.

## Donne e sesso
La prostituzione era un comportamento tollerato, e nell'Era Vittoriana le prostitute erano spesso viste come donne che "seguivano la loro strada", in rapporto al ripulimento della loro anima dopo la violazione di una delle regole sopra enunciate. I sacerdoti predicavano che la prostituzione fosse una punizione per le donne che avessero violato le volontà del marito. Il loro ragionamento si basava sul fatto che l'uomo che avesse trovato la moglie non di proprio gradimento,  cioè sporca, avesse la facoltà di buttarla fuori di casa. Infatti, trovare sporca la propria moglie era considerato un motivo accettabile perché l'uomo domandasse il divorzio. Il destino di una donna ripudiata era, inevitabilmente, di finire sulla strada a vendere il proprio corpo.
Comunque, come per i padroni era normale dormire con le proprie schiave, le quali erano considerate inferiori, così era considerato accettabile per un uomo dormire con una prostituta, specialmente negli Stati Uniti occidentali. Era un circolo vizioso: 
le donne non potevano avere rapporti sessuali con altri uomini senza essere considerate sporche, ma ovviamente gli uomini non avevano questa restrizione. Era considerato assolutamente naturale per un uomo aver bisogno del corpo di un'altra donna. A causa dei pochissimi diritti di cui le donne godevano, questo comportamento non poteva essere punito con il divorzio: pertanto, le mogli non potevano far altro che accettarlo. Il bene più prezioso di una donna era la propria reputazione, e se l'avesse persa a causa di dicerie su comportamenti sessualmente scorretti, allora si sarebbe guadagnata il titolo di "scostumata" e sarebbe stata allontanata dalla società.

## Educazione della donna
L'atteggiamento dell'epoca verso l'argomento era che l'educazione delle donne non avesse bisogno della stessa estensione e degli stessi caratteri classici e commerciali di quella degli uomini. Le donne avevano la necessità di conoscere solo le cose necessarie a badare ai figli e mandare avanti la casa.
Materie come storia, geografia e letteratura generale erano considerate importanti, al contrario del latino e del greco. Le donne che desideravano studiare materie come legge, fisica, ingegneria od arte venivano derise ed allontanate.
Era opinione comune che non fosse necessario per le donne iscriversi all'università. Si arrivava addirittura a dire che studiare fosse contro la loro natura e che potesse farle impazzire. Tutto questo valeva anche in politica. Geddes Patrick e Thompson J.  Arthur dichiararono che le donne erano per natura passive, conservatrici e disinteressate alla politica, quindi non adatte al voto.  Nel 1870 le donne erano considerate non capaci nel comandare, proprio perché instabili una volta al mese. Fatti biologici sugli stati metabolici sono stati utilizzati per spiegare le differenze nei comportamenti tra uomini e donne e giustificare le disposizioni sociali e politiche.  Esse dovevano accontentarsi del semplice ruolo di "ornamento della società" ed essere subordinate ai mariti. L'obbedienza era tutto ciò che si richiedeva da loro.

## Tentativi di riforma

### Riforma della legge sul divorzio
Nel XIX secolo avvennero grandi cambiamenti inerenti alla situazione delle donne, specialmente riguardo al divorzio ed allo status legale. La situazione per cui i padri avevano sempre avuto la custodia dei figli, lasciando la madre senza alcun diritto, cominciò lentamente a cambiare.
L'Atto per la custodia dei minori, nel 1839, dette alle madri di impeccabile condotta l'accesso ai propri figli in caso di divorzio o separazione, e l'Atto di causa matrimoniale nel 1857 dette alle donne un limitato accesso al divorzio. Ma, mentre il marito doveva solo provare l'adulterio da parte della moglie, una donna doveva provare che il marito non solo aveva commesso adulterio, ma anche incesto, bigamia, violenza o abbandono del tetto coniugale.
Nel 1873 l'Atto per la custodia dei minori estese la custodia dei figli a tutte le madri, indipendentemente dal loro comportamento, in tutti i casi di divorzio o separazione.
Nel 1878, dopo un emendamento al l'Atto di proprietà delle donne sposate, le donne ottennero il diritto di chiedere la separazione in caso di violenza e di pretendere la custodia dei figli. I magistrati autorizzarono anche ordini di protezione delle mogli i cui mariti fossero accusati di violenza aggravata.
Un importante cambiamento causato da un emendamento nell'Atto di proprietà delle donne sposate nel 1884 elevò le donne dallo status di "proprietà privata" a quello di persone distinte ed indipendenti.
Attraverso l'Atto di protezione dei minori, nel 1886, le donne divennero le sole custodi legali dei loro figli in caso di morte del padre.

### Riforma della legge sulla prostituzione
La situazione delle prostitute — con un atto che gravò su tutte le donne in generale — peggiorò dopo il Primo atto per la prevenzione delle malattie contagiose, nel 1864. Nelle città che ospitavano una grande popolazione di militari, le donne sospette di essere prostitute furono obbligate a sottoporsi a periodici esami genitali anche contro la loro volontà. Il rifiuto di collaborare comportava un immediato arresto; se fossero state dichiarate contagiate, sarebbero state confinate in ospedale fino alla guarigione. Questa legge venne approvata quando i dottori militari giunsero alla conclusione che questi vergognosi esami non avrebbero distrutto l'autostima degli uomini — un altro esempio dell'ineguaglianza della società Vittoriana.
Poiché la decisione su chi fosse una prostituta era lasciata al giudizio di ufficiali di polizia, molte più donne di coloro che lo erano effettivamente furono esaminate. Dopo due ulteriori emendamenti, nel 1866 e 1869, l'ingiusta legge fu finalmente soppressa nel 1886. Una pioniera di questa lotta fu Josephine Butler, che contribuì alla fondazione di una società che lavorasse per abrogare le leggi di questo tipo.

### Riforma sui lavori accessibili alle donne
Nel XIX secolo vennero aperte tre professioni mediche alle donne: infermieristica, ostetricia e medicina. Comunque fu solo nell'infermieristica, una delle maggiori professioni più soggette alla supervisione ed all'autorità dei dottori maschi, che le donne vennero ampiamente accettate. I Vittoriani pensavano che la professione di dottore appartenesse per sua stessa natura agli uomini e che una donna non potesse intromettersi in quest'area, al posto di rimanere all'interno del nucleo familiare. Il censimento degli Stati Uniti del 1870 fu il primo a contare l'occupazione femminile in ogni lavoro e rivelò che le donne erano il 15% della forza lavoro e i 2/3 di tutti gli insegnanti.